# Chorizococcus dentatus
Chorizococcus dentatus är en insektsart som först beskrevs av Lobdell 1930.  Chorizococcus dentatus ingår i släktet Chorizococcus och familjen ullsköldlöss. Inga underarter finns listade i Catalogue of Life.